# Plum Sykes
Plum Sykes, eigentlich Victoria Sykes, (* 4. Dezember 1969 in London) ist eine britische Autorin, Mode-Journalistin und Mitglied der New Yorker High Society.

## Leben
Sykes’ Urgroßvater war der Politiker Mark Sykes, ihr Großvater Christopher Sykes wurde als offizieller Biograf des Schriftstellers Evelyn Waugh bekannt und ihre Mutter Valerie Goad arbeitete als Designerin und Model. Sykes wuchs als eines von sechs Geschwistern in Sevenoaks in Kent auf, wo sie die Sevenoaks School besuchte. Ihre Zwillingsschwester Lucy Sykes arbeitet als Designerin und war Fashion Director der amerikanischen Marie Claire.
Nach dem Abschluss des Geschichtsstudiums am Worcester College an der Universität von Oxford arbeitete sie zunächst ab 1994 bei der britischen Ausgabe der Vogue als Fashion-Assistentin, bis ihr Anna Wintour 1996 eine Stelle als Moderedakteurin bei der amerikanischen Vogue anbot. Sykes zog 1996 nach New York, wo sie in der New Yorker High Society bald als „It-Girl“ bekannt wurde. Nach einer von der Klatschpresse vielbeachteten Entlobung von Künstler Damian Loeb wurden ihr unter anderem Affären mit Bryan Adams und Tate Donovan nachgesagt. Seit 2005 ist Sykes mit Toby Rowland, Sohn des Tycoons Tiny Rowland, verheiratet. Das Paar hat zwei gemeinsame Töchter.

## Veröffentlichungen
Im Jahr 2004 veröffentlichte Sykes mit Bergdorf Blondes ihren ersten Roman, der in der New Yorker Modewelt spielt. Sie erhielt für ihren Debütroman einen Vorschuss von 625.000 Dollar. Der Roman erschien 2005 unter dem Titel Park Avenue Prinzessinnen auch in Deutschland und zählt mit rund 250.000 weltweit verkauften Exemplaren zu den erfolgreichsten Werken der sogenannten „Chick lit“. Kritiker warfen Sykes unter anderem Distanzlosigkeit vor, da Parallelen zu ihrem eigenen Leben existieren.
Der zweite Roman The Debutante Divorcée aus dem Jahr 2006 erschien unter dem Titel Society Girls 2008 in Deutschland und behandelte erneut „reiche, schöne, glamouröse Single-Frauen in New York.“ Er wurde unter anderem kritisiert, da er mehr noch als der Debütroman Namen von Luxusmarken – rund zwei pro Seite – aneinander reiht und damit Handlung, Personencharakterisierungen und Gefühle zu ersetzen versucht. Da der Roman zu weiten Teilen aus Outfitbeschreibungen, Beschreibungen von luxuriösen Partys und ebensolchen Hotelsuiten besteht, entstehe der Eindruck einer Vogue-Ausgabe mit wenig Inhalt, so die Kritik.

## Werke
- 2004: Park Avenue Prinzessinnen (Bergdorf Blondes) (dt. 2005)
- 2006: Society Girls (The Debutante Divorcée) (dt. 2008)
- 2017: Party Girls Die In Pearls
- 2024: Wives Like Us